# Hřbitovní kaple (Chlumec)
Hřbitovní kaple je jednou z ústředních kaplí chlumecké farnosti a významnou dominantou místního hřbitova.

## Historie
První doložený hřbitov v Chlumci stál u kostela sv. Gottharda ve středu obce, který však v souvislosti s výstavbou nového svatostánku svatého Havla zanikl. Nový hřbitov za obcí je po prvé doložen v polovině 19. století. Jeho vznik je však starší, neboť se o něm zmiňují i písemné prameny důstojníků z bitvy roku 1813. Uvádí se zde, že po ústupu spojenců od Nakléřovského průsmyku se první střet s francouzským předvojem odehrál právě u chlumeckého hřbitova.
Dokladem o starší existenci je i ústřední hřbitovní kříž, který nese dataci 1793.
Samotná budova kaple, která obsahuje i přístavbu pro hrobníka a márnici pochází z roku 1910. Její obnova proběhla v druhé polovině 90. let 20. století na náklady obecního úřadu.

## Architektura
Stavba je obdélného tvaru s předsazeným průčelím. Nad vchodem zakončeným lomeným obloukem se nachází štuková výzdoba s květinovým vzorem. Nad ním je umístěna socha žehnajícího Krista, nad kterým se na krakorcích zvedá hranolová kamenná zvonice s jehlancovou střechou a vročením 1910. Ve zvonici je umístěn bílý kamenný kříž.
Příčná loď je plochostropá. Po levé straně kaple se nachází přístavba s bytem hrobníka a po pravé márnice. Ve sklepení pod bytem se nachází nezamrzající studna. Střecha je zakončena sanktusní věžičkou se zvonem.

## Bohoslužby
Pravidelné mše se v ní neslouží.